# 藤田電機製作所 (神奈川県)
株式会社藤田電機製作所 (ふじたでんきせいさくしょ) は神奈川県中郡二宮町に本社を置く電機製造会社。

## 概要
藤田電機製作所は計測器部品の製造をはじめとする電機部品・電子機器の製造を主に行っている企業である。本拠を神奈川県二宮町に置き、関連工場は二宮のほかに神奈川県伊勢原市・平塚市、山形県鶴岡市に置いている。

## 所在地
- 本社・二宮事業所 - 神奈川県中郡二宮町山西945番地
- 伊勢原事業所 - 神奈川県伊勢原市桜台2丁目28番1号

## 沿革
- 1929年4月1日 - 東京都目黒区緑が丘に藤田電機工業所を創業、電気計測器部品の製造を開始する。
- 1945年4月 - 本社工場の罹災により二宮町に二宮工場 (現本社) を開設。
- 1945年8月 - 商号を藤田電機製作所に変更。
- 1951年6月 - 株式会社となり、株式会社藤田電機製作所を設立する。
- 1961年5月 - 神奈川県伊勢原市に伊勢原工場を開設。